# Andrew McCarthy
Andrew Thomas McCarthy (New York, 29 novembre 1962) è un attore e regista televisivo statunitense.

## Biografia
In patria è stato molto popolare negli anni ottanta per i film interpretati dagli attori del cosiddetto Brat Pack. 
Ha esordito in Class (1983). In seguito è stato coprotagonista del film Bella in rosa (1986), al fianco di Molly Ringwald e Jon Cryer. Ha inoltre preso parte alla commedia Weekend con il morto (1989), di cui è stato girato anche il sequel Weekend con il morto 2 nel 1993. Nel 1998 è stato scelto come attore protagonista del film brasiliano Bela Donna - Tradimento fatale, diretto da Fabio Barreto.

## Vita privata
Nel 1992 ha sposato la sua fidanzata Carol Schneider, che aveva conosciuto ai tempi del college. Il 15 marzo 2002 è nato il suo primo figlio, Sam, anch’egli attore. La coppia ha divorziato nel 2005. 
Nel 2011 McCarthy è passato a nuove nozze con la scrittrice e regista irlandese Dolores Rice. dalla quale ha avuto altri due figli, Willow (23 luglio 2006) e Rowan.

## Filmografia

### Attore

#### Cinema
- Class, regia di Lewis John Carlino (1983)
- The Beniker Gang, regia di Ken Kwapis (1985)
- Catholic Boys (Heaven Help Us), regia di Michael Dinner (1985)
- St. Elmo's Fire, regia di Joel Schumacher (1985)
- Bella in rosa (Pretty in Pink), regia di Howard Deutch (1986)
- Mannequin, regia di Michael Gottlieb (1987)
- Al di là di tutti i limiti (Less Than Zero), regia di Marek Kanievska (1987)
- Kansas, regia di David Stevens (1988)
- Pazzie di gioventù (Fresh Horses), regia di David Anspaugh (1988)
- Weekend con il morto (Weekend at Bernie's), regia di Ted Kotcheff (1989)
- Giorni felici a Clichy (Jours tranquilles à Clichy), regia di Claude Chabrol (1990)
- Doctor M. (Dr. M), regia di Claude Chabrol (1990)
- L'anno del terrore (Year of the Gun), regia di John Frankenheimer (1991)
- Weekend senza il morto (Only You), regia di Betty Thomas (1992)
- Weekend con il morto 2 (Weekend at Bernie's II), regia di Robert Klane (1993)
- Il circolo della fortuna e della felicità (The Joy Luck Club), regia di Wayne Wang (1993)
- Student Body, regia di Doug Liman (1994)
- Dead Funny, regia di John Feldman (1994)
- Mrs. Parker e il circolo vizioso (Mrs. Parker and the Vicious Circle), regia di Alan Rudolph (1994)
- La notte del fuggitivo (Night of the Running Man), regia di Mark L. Lester (1995)
- Smoke, regia di Wayne Wang (1995)
- Premonizioni mortali (Dream Man), regia di René Bonnière (1995)
- Scomodi omicidi (Mulholland Falls), regia di Lee Tamahori (1996)
- Le cose che non ti ho mai detto (Cosas que nunca te dije), regia di Isabel Coixet (1996)
- Everything Relative, regia di Sharon Pollack (1996)
- Omicidi occasionali (Stag), regia di Gavin Wilding (1997)
- Bela Donna - Tradimento fatale (Bela Dona), regia di Fábio Barreto (1998)
- I Woke Up Early the Day I Died, regia di Aris Iliopulos (1998)
- I'm Losing You, regia di Bruce Wagner (1998)
- Programma mortale (New World Disorder), regia di Richard Spence (1999)
- Una mente perversa (A Twist of Faith), regia di Chris Angel (1999)
- New Waterford Girl, regia di Allan Moyle (1999)
- Quel tesoro di Diggity (Diggity: A Home at Last), regia di Tom Reeve (2001)
- Nowhere in Sight, regia di Douglas Jackson (2001)
- Standard Time, regia di Robert Cary (2002)
- 2BPerfectlyHonest, regia di Randel Cole (2004)
- Spiderwick - Le cronache (The Spiderwick Chronicles), regia di Mark Waters (2008)
- The Good Guy, regia di Julio DePietro (2009)
- Camp Hell, regia di George VanBuskirk (2010)
- Main St. - L'uomo del futuro (Main Street), regia di John Doyle (2010)
- Snatched, regia di Joe Cacaci (2011)
- The Brooklyn Brothers Beat the Best, regia di Ryan O'Nan (2011)
- Continua a ballare, regia di John Bradshaw (2012)

#### Televisione
- Storie incredibili (Amazing Stories) - serie TV, episodio 1x24 (1986)
- American Playhouse – serie TV, episodio 6x19 (1987)
- I racconti della cripta (Tales from the Crypt) – serie TV, episodio 3x02 (1991)
- Great Performances – serie TV, episodio 21x03 (1992)
- The Courtyard, regia di Fred Walton – film TV (1995)
- Escape Clause, regia di Brian Trenchard-Smith – film TV (1996)
- The Christmas Tree, regia di Sally Field – film TV (1996)
- Hostile Force, regia di Michael Kennedy – film TV (1997)
- Scoprirsi padre (A Father for Brittany), regia di Alan Metzger – film TV (1998)
- Razza omicida (Perfect Assassins), regia di H. Gordon Boos – film TV (1998)
- A Storm in Summer - Temporale d'estate (A Storm in Summer), regia di Robert Wise – film TV (2000)
- Law & Order - Unità vittime speciali (Law & Order: Special Victims Unit) - serie TV, episodio 1x22 (2000)
- The Sight, regia di Paul W. S. Anderson – film TV (2000)
- Jackie Bouvier Kennedy Onassis, regia di David Burton Morris – film TV (2000)
- Georgetown, regia di Scott Winant – film TV (2002)
- The Secret Life of Zoey, regia di Robert Mandel – film TV (2002)
- Annuncio d'amore (Straight from the Heart), regia di David S. Cass Sr. – film TV (2003)
- Law & Order - I due volti della giustizia (Law & Order) – serie TV, episodio 13x13 (2003)
- The Twilight Zone – serie TV, episodio 1x32 (2003)
- Detective Monk (Monk) – serie TV, episodio 2x01 (2003)
- Kingdom Hospital – miniserie TV, 13 episodi (2004)
- Crusader - L'informatore (Crusader), regia di Bryan Goeres – film TV (2005)
- E-Ring – serie TV, 5 episodi (2005)
- The Way, regia di Rod Holcomb – film TV (2006)
- Law & Order: Criminal Intent – serie TV, episodio 7x08 (2007)
- Lipstick Jungle – serie TV, 20 episodi (2008-2009)
- Gossip Girl – serie TV, episodio 2x24 (2009)
- Royal Pains - serie TV, episodi 1x02-1x10 (2009)
- The National Tree, regia di Graeme Campbell – film TV (2009)
- White Collar – serie TV, episodi 2x11-2x16 (2010)
- Continua a ballare (Come Dance with Me), regia di John Bradshaw – film TV (2012)
- The Family – serie TV, 12 episodi (2016)
- Tredici (13 Reasons Why) – serie TV, episodio 4x09 (2020)
- The Resident – serie TV, 26 episodi (2022-2023)

### Regista
- Lipstick Jungle – serie TV, 2 episodi (2008-2009)
- Hart of Dixie – serie TV, 1 episodio (2011)
- White Collar – serie TV, 1 episodio (2012)
- Gossip Girl – serie TV, 6 episodi (2010-2012)
- The Carrie Diaries – serie TV, 1 episodio (2014)
- Black Box – serie TV, 1 episodio (2014)
- Alpha House – serie TV, 4 episodi (2014)
- Turn: Washington's Spies – serie TV, 1 episodio (2015)
- Grace and Frankie – serie TV, 1 episodio (2015)
- Happyish – serie TV, 1 episodio (2015)
- The Blacklist – serie TV, 4 episodi (2015)
- Orange Is the New Black – serie TV, 9 episodi (2013-2016)
- Condor - serie TV, 20 episodi (2018-2020)

## Doppiatori italiani
Nelle versioni in italiano delle opere in cui ha recitato, Andrew McCarthy è stato doppiato da:
- Sandro Acerbo in Catholic Boys, St. Elmo's Fire, Mannequin, L'anno del terrore, Weekend senza il morto, Scomodi omicidi, Kingdom Hospital, The Resident
- Fabrizio Manfredi in Weekend con il morto, Lipstick Jungle
- Mauro Gravina in Bella in rosa, White Collar
- Oreste Baldini in Giorni felici a Clichy, Premonizioni mortali
- Riccardo Rossi in Class
- Francesco Prando in Al di là di tutti i limiti
- Massimo Rossi in Kansas
- Giorgio Borghetti in Weekend con il morto 2
- Daniele Barcaroli in I'm Losing You
- Stefano Benassi in Una mente perversa
- Fabrizio Pucci in Detective Monk
- Lorenzo Scattorin in Law & Order: Criminal Intent
- Gaetano Varcasia in E-Ring
- Alberto Bognanni in Unforgettable
- Loris Loddi in The Family